# Pedaliodes anchiphilonis
Pedaliodes anchiphilonis är en fjärilsart som beskrevs av Hayward 1967. Pedaliodes anchiphilonis ingår i släktet Pedaliodes och familjen praktfjärilar. Inga underarter finns listade i Catalogue of Life.